# Michael Ranft (Geistlicher)
Michael Ranft (auch Ranfft; * 9. Dezember 1700 in Güldengossa; † 18. April 1774 in Großstechau) war ein deutscher evangelischer Geistlicher, Vampirismusforscher der Aufklärung, Historiker und Schriftsteller.

## Leben
Michael Ranft war ein Sohn des gleichnamigen Pfarrers in Güldengossa. Michael Ranft der Ältere war am 5. Juli 1670 in Oederan als Sohn von Michael und Anna Christina Ranft geboren worden. Er besuchte die Schule in Freiberg und ab 1681 das Gymnasium in Meißen. 1691 ging er zum Theologiestudium an die Universität Leipzig. Nach dem Studium wurde er Pfarrer in Güldengossa und 1714 Pfarrer in Droyßig.
Michael Ranft der Jüngere besuchte die Schule in Chemnitz und immatrikulierte sich 1720 an der Universität Leipzig, wo er drei Jahre später Baccalaureus der Philosophie und 1724 Magister wurde. Ab 1725 war er als Hofmeister beim späteren Appellationsgerichts-Vizepräsidenten von Berlepsch in Gröditz tätig.
1725 untersuchte Ranft die Vampirvorfälle in Kisolova, am äußersten südöstlichen Ende des Habsburgerreiches. Anhand des Berichts des österreichischen Kameralprovisors und Arztes Frombald verfasste verschiedene Traktate, so z. B. die Dissertatio historico-critica de masticatione mortuorum in tumulis oder von dem Kauen und Schmatzen der Todten in Gräbern. Die in Kisolova aufgetretenen Vampirkennzeichen konnte er alle rational erklären.
Der Magister Michael Ranft wurde 1727 der Nachfolger von Friedrich Wilhelm Preuser im Diakonat der Stadt Nebra. Preuser wurde in Nebra neuer Pfarrer. Obwohl ihm bei der Übernahme des Diakonatsamtes vom Rat der Stadt Nebra versprochen worden war, die baufällige Diakonatswohnung zu reparieren, wurde bis 1732 nichts zur Reparatur getan, so dass sich Ranft mehrfach beim Konsistorium zu Leipzig beschweren musste. Aufgrund seines geringen Einkommens von maximal 150 Talern und der schlechten Wohn- und Arbeitsbedingungen vor Ort, wandte er sich verstärkt dem Thema seiner Magisterarbeit zu, der Vampirismusforschung. 1733 blieb ihm der städtische Rat fast 10 Taler seiner Besoldung schuldig, die er 1736/1737 einklagen musste. Da er nicht erfolgreich war, wandte er sich 1739 an das Patrimonialgericht Nebra und an den Schöffenstuhl Leipzig. Die Verhandlungen endeten ergebnislos im Winter 1740. Verärgert verließ Ranft Nebra, nachdem die dortige Gerichtsherrin bereits im Oktober 1739 einen neuen Diakon vorgeschlagen hatte. Michael Ranfts Nachfolger in Nebra wurde sein 1709 geborener Bruder Johann Gottlob Ranft aus Güldengossa.
Im Sommer 1739 hatte sein Vater, Michael Ranft der Ältere, den Kirchenpatron von Droyßig, Heinrich von Bünau, gebeten, ihm aufgrund seines hohen Alters sein Sohn Michael Ranft, den bisherige Diakon zu Nebra, als Adjunkt zur Seite zu stellen. Dies wurde bewilligt und, nachdem Michael Ranft der Jüngere das Examen vor dem Konsistorium zu Leipzig bestanden hatte, am 9. September 1739 vom Konsistorium bestätigt. Michael Ranft der Ältere starb am 18. Dezember 1743 in Droyßig, sein Sohn folgte ihm im Amt. Seine offizielle Vokation datiert auf den 5. August 1744.
1749 folgte Michael Ranft dem Ruf als Pfarrer in Großstechau im Fürstentum Altenburg, wo er 1774 starb. Seine Söhne Michael Gebhard und Christian Salomo Ranft wurden Pfarrer in Großstechau bzw. Rückersdorf.

## Schriften (Auswahl)

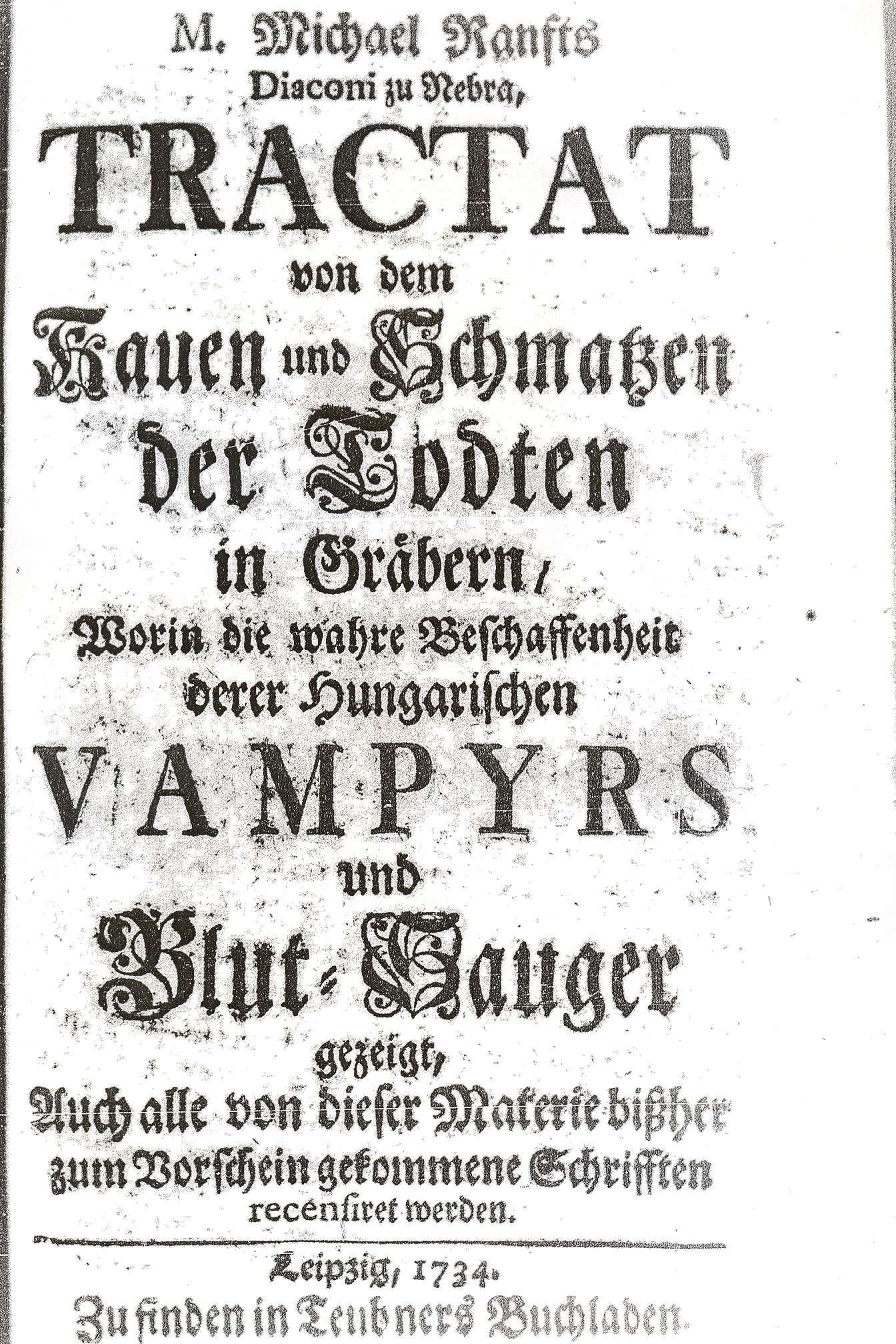
Titelblatt des Tractat von 1734

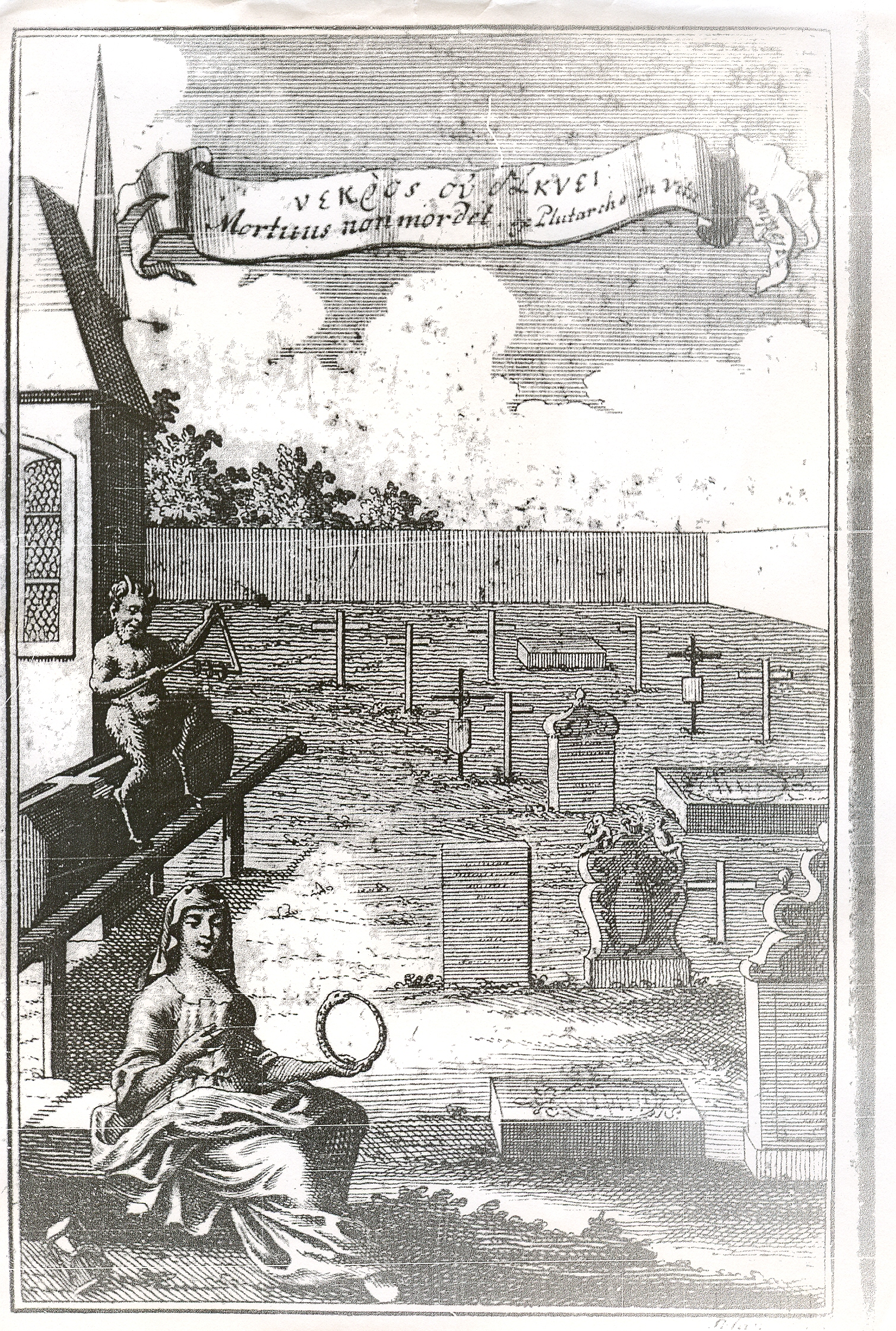
Frontispiz des Tractat von dem Kauen und Schmatzen der Todten in Gräbern

- Dissertatio historico-critica de masticatione mortuorum in tumulis. Breitkopf, Leipzig 1725.
- De masticatione mortuorum in tumulis, (Oder von dem Kauen und Schmatzen der Todten in Gräbern) liber singularis: exhibens duas exercitationes, quarum prior historico-critica posterior philosophica est. Martini, Leipzig 1728. Digitalisat der Universitätsbibliothek Augsburg.
- Necrologium Domus Saxonicae Coaevum, Oder Vollständige Lebens-Geschichte Aller in diesem ietztlauffenden XVIII. Seculo Verstorbenen Herzoge von Sachsen. Nebst Dem Anhangs-Weise beygefügten Leben und Tode Der Allerdurchl. und Großmächtigst. Frauen, Frauen Christianen Eberhardinen, Königinn in Pohlen und Churfürstin zu Sachsen, etc. Martini, Leipzig 1728. Digitalisat der Bayerischen Staatsbibliothek München.
- Merckwürdige Lebens- und Regierungsgeschichte Ludovici I. Königs von Spanien und Indien. Martini, Leipzig 1728. Digitalisat in der Google Buchsuche.
- Leben und Thaten Des Weltberühmten Königl. Pohln. und Churfürstl. Sächsischen Obersten Staats-Ministers und General-Feld-Marschalls Jacob Heinrichs Des heil. Röm. Reichs Grafens von Flemming. Nebst einiger Nachricht Von Denen beyden ungleicher Zeit verstorbenen Grafen von Vitzthum Und von Watzdorff, Königl. Pohln. und Churfürstl. Sächß. Staats- und Cabinets-Ministris. Grießbach, Naumburg und Zeitz 1732. Digitalisat der Bayerischen Staatsbibliothek München.
- Tractat von dem Kauen und Schmatzen der Todten in Gräbern, worin die wahre Beschaffenheit derer Hungarischen Vampyrs und Blut-Sauger gezeigt, auch alle von dieser Materie bißher zum Vorschein gekommene Schrifften recensiret werden. Teubner, Leipzig 1734. Neuauflage unter dem Titel: Traktat von dem Kauen und Schmatzen der Toten in Gräbern 2006 im UBooks-Verlag, ISBN 3866080158.
- Staats- Und Helden-Geschichte Des frühzeitigen Conquerantens Unserer Zeiten Don Carlos, Infantens Von Spanien. [Regensburg] 1735.
- Merckwürdigstes Leben und Schicksal Des Weltbekannten Königs Stanislai. Frankfurt a. M. und Leipzig 1736. Digitalisat in der Google Buchsuche.
- Kurtze Standt- und Trauer-Rede, welche [...] bey solenner Beerdigung [...] des [...] Herr Ludwig Gebhardts des Heil. Röm. Reichs Graffens von Hoym [...] gehalten. Naumburg 1738.
- Des Weltberühmten Fürstens Leopoldi von Anhalt-Dessau, Leben und Thaten. Welchem ein Anhang einer kurtzen Beschreibung des gantzen Hoch-Fürstlichen Hauses und gesamten Fürstenthums Anhalt beygefüget ist. Frankfurt a. M. und Leipzig 1742. Digitalisat der Bayerischen Staatsbibliothek München. (3., verbesserte Auflage Helmstedt 1745).
- Leben und Schrifften aller Chur-Sächsischen Gottesgelehrten, die mit der Doctor-Würde gepranget und in diesem ietztlauffenden Jahrhundert das Zeitliche geseegnet. 2 Theile. Deer, Leipzig 1742.
- Leben und Thaten des ietzt regierenden Pabsts [d.i. Papst Benedikt XIV.] und aller lebenden Cardinäle der Römischen catholischen Kirche. Hamburg und Rudolstadt 1743.
- Leben und Thaten des Weltberühmten Grafens Mauritii von Sachsen, Marschalls von Franckreich. Brandt, Berlin 1746. Digitalisat der Bayerischen Staatsbibliothek München.
- Leben und Thaten sowohl des Grafens von Löwendahl, als der beyden Herzoge von Noailles und Richelieu; allesammt Marschalle von Frankreich: nebst einer Fortsetzung der merkwürdigen Lebensgeschichte des berühmten Grafens von Sachsen. Heinsius, Leipzig 1749. Digitalisat der Bayerischen Staatsbibliothek München.
- Leben und Thaten des jüngstverstorbenen Weltberühmten Graf Moritzens von Sachsen, General-Marschalls der Königl. Französischen Armeen; nebst Einigen Verbesserungen und Zusätzen zu dem Leben seines Freundes, des Marschalls von Löwendahl. Frankfurt a. M. und Leipzig 1751. Digitalisat der Bayerischen Staatsbibliothek München.
- Corpus Doctrinae Evangelico-Lutheranae. 2 Bände. Heinsius, Leipzig 1754–1755. Pars prior und Pars posterior als Digitalisate der Bayerischen Staatsbibliothek München.
- Vollständige Beschreibung des Rußischen Reichs und aller darzu gehörigen Lande, Völker und Oerter, welche aus den zuverläßigsten Nachrichten mit Zuziehung der besten Landkarten und neuesten Reisebeschreibungen ans Licht stellt. Heinsius, Leipzig 1767. Digitalisat des Göttinger Digitalisierungszentrums.
- Die merkwürdige Lebensgeschichte des unglücklichen Rußischen Kaysers Peters des Dritten: sammt vielen Anecdoten des Rußischen Hofs und derer Personen, die seit einiger Zeit an solchem geherrschet, oder sonst viel gegolten haben, aus zuverläßigen Nachrichten ans Licht gestellt von einem Freunde der Wahrheit. Holle, Leipzig 1773.
- Das merkwürdige Leben des berühmten Fürstens Menzikow, welches mit vielen Anekdoten ans Licht stellt ein Liebhaber der Wahrheit. Holle, Leipzig 1774. Digitalisat der Bayerischen Staatsbibliothek München.